# Шолта
Шолта је острво у средњој Далмацији (Јужна Хрватска), недалеко од Сплита, западно од Брача, површине 51,9 km².
Највиши врх на острву налази се на надморској висини од 237 m, код Горњег села. Уз острво Шолту, код увале Маслиница, налази се још седам острвца. Главно место на острву су Грохоте. За истакнути је богатство флоре и посебно фауне (преко 100 врста птица, дивље свиње, зечеви, итд.). Острво је насељено од праисторије, а први пут га помиње Псеудоскилакс у 4. веку п. н. е. под именом Олинта.

## Симбол
Симбол острва је „чувита“ (ћук).

## Историја и становништво
У раном средњем веку припадао је Неретљанској области, а његови становници су били Срби Неретљани, који нису прихватили хришћанство када је то учинила већина Јужних Словена.
Већински становници острва Шолте данас су Хрвати.
Сукладно симболу, и становнике Шолте, Шолтане, зову чувитари. То је некад био помало погрдан назив, данас чак поприма позитивна обележја, штовише разне формалне и неформалне скупине са Шолте и у вези са Шолтом узимају чувиту у назив.

## Насеља
Места на острву: Нечујам, Стоморска, Маслиница, Рогач, Грохоте, Горње село, Средње село, Доње село.

## Занимљивости
Због изолованости и небриге надлежних власти за ово острво, настала је и клетва „Дабогда те Шолта допала!“.
У 4. веку је цар Диоклецијан који је живео недалеко у својој палати (данашњем језгру Сплита) користио најмању увалу у Нечујму као свој рибњак. Зато му је име и данас Пишкера, а рушевине су још увек ту, на дну мора.
Велики број становника, "скоро једна трећина", како се тврди 1938, имао је презиме Безић.